# Championnat du Kirghizistan de football 2000
Navigation
Saison précédente Saison suivante
La saison 2000 du Championnat du Kirghizistan de football est la neuvième édition de la première division au Kirghizistan. Les douze clubs engagés sont regroupés au sein d'une poule unique où ils s'affrontent deux fois, à domicile et à l'extérieur. En fin de saison, pour permettre de passer de 12 à 10 équipes l'année prochaine, les trois derniers du classement sont relégués et remplacés par le champion de deuxième division.
C'est le SKA-PVO Bichkek qui remporte la compétition cette saison après avoir terminé en tête du classement final, avec douze points d'avance sur le triple tenant du titre, le Dinamo Bichkek et seize sur le Polyot Bichkek. C'est le troisième titre de champion du Kirghizistan de l'histoire du club, qui réussit même le doublé en battant le FC Alay Och en finale de la Coupe du Kirghizistan.
Avant le début de la saison, le SKNG-Guardia Bichkek choisit de ne pas participer au championnat, il permet au  Dinamo Djalalabad, relégué à l'issue de la saison dernière d'être repêché.

## Les clubs participants
- SKA-PVO Bichkek
- FC Alay Och
- Dordoi Naryn
- FC Semetei Kyzyl-Kiya
- Manas-Dinamo Talas - Promu de D2
- Zhashtyk Ak Altyn Kara-Suu
- Dinamo-Manas-SKIF Bichkek - Promu de D2
- CAG-Dinamo-MVD Bichkek
- Issyk-Kul Karakol - Promu de D2
- KVT Dinamo Kara-Balta
- Dinamo KPK Djalalabad
- Polyot Bichkek

## Compétition
Le barème de points servant à établir le classement se décompose ainsi :
- Victoire : 3 points
- Match nul : 1 point
- Défaite : 0 point

### Classement
| Rang | Équipe                     | Pts | J  | G  | N | P  | Bp | Bc | Diff |
| ---- | -------------------------- | --- | -- | -- | - | -- | -- | -- | ---- |
| 1    | SKA-PVO BichkekC           | 64  | 22 | 21 | 1 | 0  | 98 | 8  | +90  |
| 2    | CAG-Dinamo-MVD BichkekT    | 52  | 22 | 16 | 4 | 2  | 65 | 16 | +49  |
| 3    | Polyot Bichkek             | 48  | 22 | 16 | 0 | 6  | 53 | 23 | +30  |
| 4    | Zhashtyk Ak Altyn Kara-Suu | 45  | 22 | 13 | 6 | 3  | 47 | 19 | +28  |
| 5    | FC Alay Och                | 39  | 22 | 11 | 6 | 5  | 44 | 24 | +20  |
| 6    | Dordoi Naryn               | 37  | 22 | 11 | 4 | 7  | 44 | 29 | +15  |
| 7    | Dinamo-Manas-SKIF BichkekP | 23  | 22 | 7  | 2 | 13 | 34 | 54 | -20  |
| 8    | KVT Dinamo Kara-Balta      | 22  | 22 | 7  | 1 | 14 | 34 | 58 | -24  |
| 9    | Dinamo KPK Djalalabad      | 20  | 22 | 6  | 2 | 14 | 21 | 45 | -24  |
| 10   | FC Semetei Kyzyl-Kiya      | 16  | 22 | 5  | 1 | 16 | 24 | 52 | -28  |
| 11   | Manas-Dinamo TalasP        | 11  | 22 | 3  | 2 | 17 | 20 | 92 | -72  |
| 12   | Issyk-Kul KarakolP         | 4   | 22 | 1  | 1 | 20 | 25 | 89 | -64  |

|  | Qualification pour la Coupe des Coupes 2001-2002                              |
|  | Relégation directe en deuxième division                                       |
|  | T : Tenant du titre C : Vainqueur de la Coupe du Kirghizistan P : Promu de D2 |

- Le Polyot Bichkek est dissous à l'issue de la saison.

## Bilan de la saison
| Championnat du Kirghizistan de football 2000 |                            |
| Champion                                     | SKA-PVO Bichkek (3e titre) |
| Coupes et trophées                           |                            |
| Vainqueur de la Coupe du Kirghizistan 2000   | SKA-PVO Bichkek            |
| Qualifications continentales                 |                            |
| Coupe d'Asie des clubs champions 2001-2002   | Aucun                      |
| Coupe des Coupes 2001-2002                   | SKA-PVO Bichkek            |
| Promotions et relégations                    |                            |
| Promus en Vysshaya Liga                      | Ekolog Bichkek             |
| Relégués en Deuxième division                | Polyot Bichkek (dissous)   |
| Relégués en Deuxième division                | Manas-Dinamo Talas         |
| Relégués en Deuxième division                | Issyk-Kul Karakol          |